# Parodiolyra
Parodiolyra és un gènere de plantes de la família de les poàcies. És originari de Costa Rica fins al sud de Bolívia i el Brasil.
El gènere va ser descrit per Thomas Robert Soderstrom i Fernando Omar Zuloaga i publicat a Smithsonian Contributions to Botany 69: 64. 1989.
Alguns autors ho inclouen en el gènere Olyra.
Etimologia
El nom del gènere es compon de L.Parodi (agrostòleg sud-americà), i Olyra un gènere de la família.

## Taxonomia
- Parodiolyra colombiensis  Davidse i Zuloaga
- Parodiolyra lateralis  (J.Presl ex Nees) Soderstr. & Zuloaga
- Parodiolyra luetzelbergii  (Pilg.) Soderstr. & Zuloaga
- Parodiolyra micrantha (Kunth) Davidse & Zuloaga
- Parodiolyra ramosissima (Trin.) Soderstr. & Zuloaga